# Aegialites stejneri
Aegialites stejneri is een keversoort uit de familie platsnuitkevers (Salpingidae). De wetenschappelijke naam van de soort werd in 1898 gepubliceerd door Martin Larsson Linell.